# Ruchy diktyogeniczne
W geologii ruchy diktyogeniczne, czyli ruchy wielkopromienne albo neotektoniczne, są związane, podobnie jak epejrogeniczne, z podskorupowymi przemieszczeniami magmy lub z bocznymi naciskami. W wyniku tych ruchów powstały w neogenie i czwartorzędzie nabrzmienia i obniżenia, podłużne lub kopulaste, o zasięgu do kilkuset kilometrów i wysokości do kilkuset metrów. 

## Przykłady
Takiemu sfalowaniu wielkopromiennemu uległ w Polsce zarówno wał metakarpacki, jak i orogen karpacki. W obrębie wału metakarpackiego powstało nabrzmienie sudeckie, obniżenie Odry, nabrzmienie śląsko-krakowskie, obniżenie Nidy, oraz nabrzmienie świętokrzyskie. W obrębie Karpat Zachodnich zaznacza się nabrzmienie Beskidów, obniżenie Podhala, nabrzmienie Tatr, obniżenie spisko-liptowskie itd. 
Szczegółowe, powtarzane pomiary niwelacyjne wskazują, że obszar Polski podlega niewielkim ruchom tektonicznym, wahają się one w granicach od -1.5mm do +0,5mm na rok, przy czym największe ruchu obniżające występują w zachodniej części kraju, a podnoszące się - we wschodniej. Zaznaczają się przy tym pewne charakterystyczne strefy. Tak więc podnoszeniu o około 0,5mm/rok ulega wyniesienie Łeby i częściowo platformowa część wschodniej Polski, obniżeniu - obniżenie perybałtyckie i tereny nadodrzańskie, a także Beskidy Środkowe (około 1,0 mm/rok). 
Powolne współczesne ruchy tektoniczne przygotowują kierunki dalszych przeobrażeń rzeźby, transgresje i regresje morskie, postęp erozji i akumulacji rzecznej. 